# 박은혜 (교육인)

1930년대 후반의 박은혜

박은혜(朴恩惠, 1904년~1963년 10월 31일)는 대한민국의 정치인 출신의 교육인 겸 철학자이자 종교인 겸 대학 교수였다.
일제강점기의 철학자 겸 교육인이며 종교가이자, 대한민국의 대학 교수 겸 교육인이었다. 이화여자전문학교 영어영문학과를 나왔으며 모교인 이화여전 영문과 교수, 경기여자고등학교 교장, 은석국교(지금의 은석초등학교) 이사장 등을 지냈다.
언론인 겸 정치인 장덕수(張德秀)의 두 번째 부인이다. 호(號)는 난석(蘭石)이고, 평안남도 평원군 출신이다.

## 생애

### 생애 초기
평안남도 평원군에서 태어났다. 정신여학교를 졸업하고 이화여자전문학교에 진학하였다.

### 미국 유학과 교육활동

남편 설산 장덕수

그 뒤 이화여전 영문과를 졸업하고 미국으로 유학, 1932년 미국 아이오와주에 있는 듀부크대학을 졸업하였다. 그 뒤 뉴욕의 성서신학교에서 사회종교학을 전공, 1935년 종교교육학 학사의 학위를 받고 귀국, 모교인 이화여전에서 영문학과 종교학을 강의했다. 1930년대 후반 미국으로 유학왔던 장덕수와 연애, 1937년 10월 장덕수와 결혼하였다.

### 생애 후반
8·15해방 후 고황경(高凰京)의 뒤를 이어 경기여자고등학교 교장으로 부임해 15년간 재직하다가 퇴임하였다. 1947년 12월 남편이 자택에서 한국독립당계 자객에게 암살당하는 비운을 겪었으나 뒤에 일어서 교육활동에 전념하였다.
퇴임 후 사립국민학교인 은석국민학교를 설립해 이사장에 취임했다. 저서로는 연설문과 작품의 모음집인 난석소품(蘭石小品)이 있다.

## 저서
- 난석소품

## 가족
- 남편: 장덕수
  - 딸: 장숙원(張淑元)
  - 딸: 장혜원(張惠元, 1943년~)
  - 아들: 장지원(張知元)
  - 아들: 장사원(張師元, 미국 거주)

## 같이 보기
- 이화여자대학교
- 경기여자고등학교
- 고황경
- 김활란
- 김순애
- 장덕수
- 이은혜
- 김성수